# Heteronaias heterodoxa
Heteronaias heterodoxa – gatunek ważki z rodziny szklarkowatych (Corduliidae); jedyny przedstawiciel rodzaju Heteronaias. Endemit Filipin.